# 格盧什科沃區

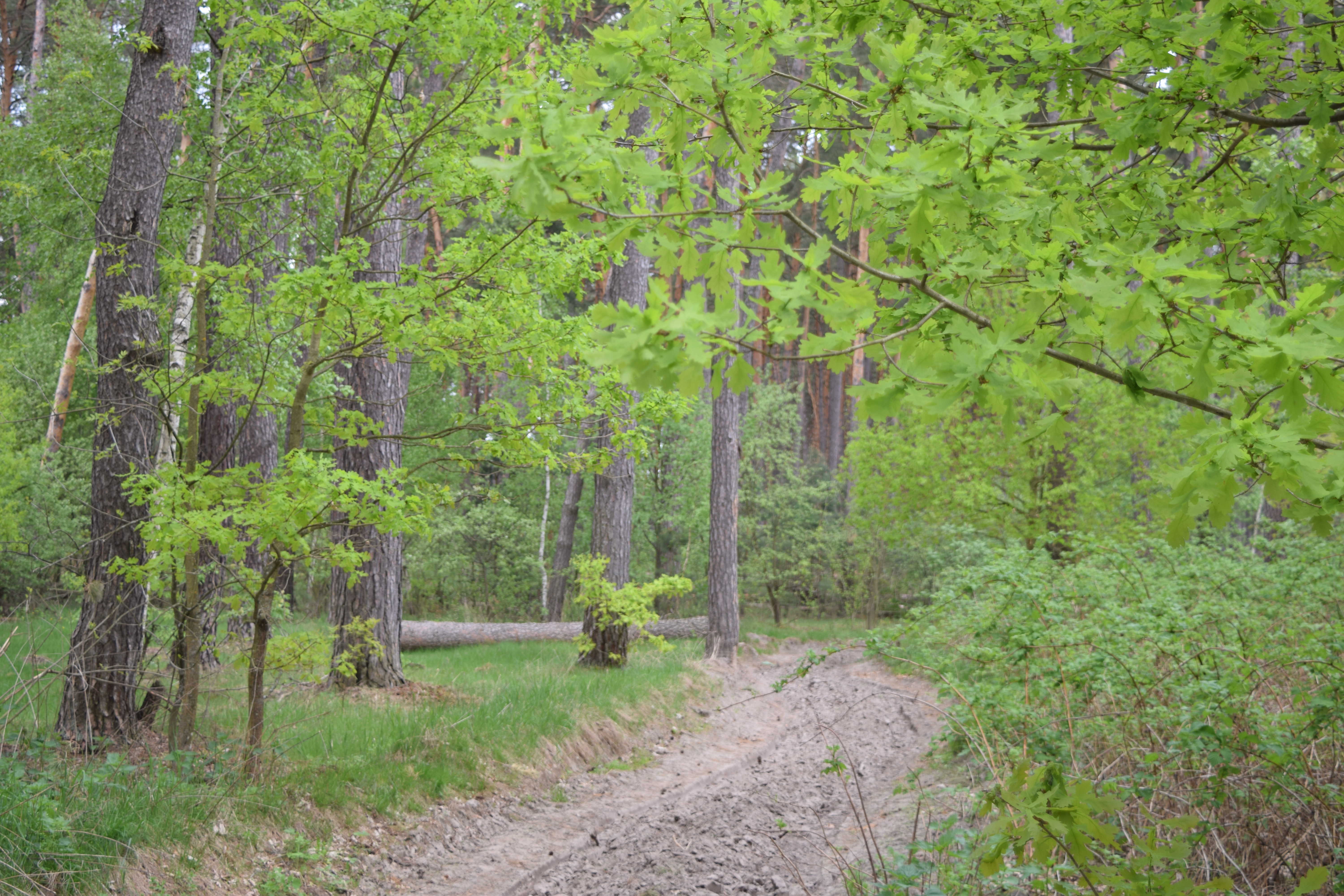

51°20′00″N 34°38′00″E / 51.3333°N 34.6333°E
格盧什科沃區（俄语：Глушковский район），是俄羅斯西部庫爾斯克州的一個區，面積851平方公里，2010年人口22,661人，人口密度每平方公里26.63人。
2024年8月15日，由于乌克兰入侵库尔斯克州，俄罗斯政府宣布疏散当地人口。